# Собковский, Григорий Платонович
Григорий Платонович Собковский (1921—1977) — полковник Советской Армии, участник Великой Отечественной войны, Герой Советского Союза (1946).

## Биография
Григорий Собковский родился 21 июня 1921 года в селе Малая Снетинка (ныне — Фастовский район Киевской области Украины). Окончил среднюю школу в Фастове. В 1940 году Собковский был призван на службу в Рабоче-крестьянскую Красную Армию. Окончил Краснодарское военное авиационное училище лётчиков. С февраля 1944 года — на фронтах Великой Отечественной войны.
К концу войны старший лейтенант Григорий Собковский был лётчиком-наблюдателем 16-го отдельного дальнеразведывательного авиаполка 16-й воздушной армии 1-го Белорусского фронта. За время своего участия в войне он совершил 102 боевых вылета на воздушную разведку вражеских войск и объектов, получив большое количество важнейших разведданных.
Указом Президиума Верховного Совета СССР от 15 мая 1946 года старший лейтенант Григорий Собковский был удостоен высокого звания Героя Советского Союза с вручением ордена Ленина и медали «Золотая Звезда» за номером 6791.
После окончания войны Собковский продолжил службу в Советской Армии. В 1952 году он окончил совпартшколу. В 1975 году в звании полковника Собковский был уволен в запас. Проживал в Москве, работал секретарём парткома военно-строительной организации. 
Умер 12 января 1977 года, похоронен на Кунцевском кладбище Москвы.
Был также награждён двумя орденами Красного Знамени и орденом Отечественной войны 2-й степени, рядом медалей.